# Dean Malenko
Shelley Dean Simon (født 4. august 1960), bedre kendt under ringnavnet Dean Malenko er en tidligere amerikansk wrestler, der i øjeblikket er under kontrakt med World Wrestling Entertainment, hvor han arbejder på ECW-brandet som agent. Han er mest kendt for sin tid hos Extreme Championship Wrestling, New Japan Pro Wrestling og World Championship Wrestling. Fra 1998 til 1999 var han desuden også medlem af den legendariske gruppe IV Horsemen sammen med bl.a. Ric Flair, Chris Benoit og Steve McMichael. 
Mens han wrestlede i World Wrestling Federation, vandt han WWF Light Heavyweight Championship to gange. I World Championship Wrestling vandt han WCW United States Heavyweight Championship én gang, WCW Cruiserweight Championship fire gange, og sammen med Chris Benoit vandt han WCW World Tag Team Championship én gang. I Extreme Championship Wrestling vandt han ECW Television Championship to gange og sammen med Chris Benoit ECW Tag Team Championship én gang. 